# Bierzgłowo
Bierzgłowo (niem. Birgelau) – wieś w Polsce położona w województwie kujawsko-pomorskim, w powiecie toruńskim, w gminie Łubianka, około 19 km na północny zachód od Torunia.
W latach 1975–1998 miejscowość administracyjnie należała do województwa toruńskiego. Według Narodowego Spisu Powszechnego (III 2011 r.) liczyła 264 mieszkańców. Jest dziewiątą co do wielkości miejscowością gminy Łubianka.

## Historia wsi
Od 2 listopada do 22 grudnia 1906 r., a następnie od 3 stycznia do 28 lutego 1907 r. w miejscowej szkole elementarnej odbył się strajk dzieci przeciwko nauczaniu religii w języku niemieckim. W strajku wzięły udział następujące dzieci: A. Ordon, T. Kruszewski, P. Ziółkowski, F. Marchlik, R. Koperska, J. Kasprzykowski, A. Hoffman, F. Gurzyński, F. Zaremba, F. Zakierski, A. Brzyski, J. Wilkowski, W. Jaworski, W. Kawecki, T. Syrocki, T, Jankowski, M. Celmer, F. Klamer, J. Kwiatkowski, J. Rogalski, P. Lewandowski, M. Wronkowski, J. Zieliński, P., J. Rutkowscy, J. Bukowski, P. Niewiarska, A. Sadecka, A. Wilkowski. Strajk był elementem znacznie większej akcji biernego oporu wobec pruskich władz szkolnych, która na przełomie 1906 i 1907 r. objęła ponad 460 szkół w prowincji Prusy Zachodnie, czyli przedrozbiorowe Pomorze Gdańskie, Powiśle, ziemię chełmińską i ziemię lubawską oraz część Krajny. Inspiracją dla strajków pomorskich były wcześniejsze działania dzieci w prowincji wielkopolskiej, ze słynnym strajkiem we Wrześni (1901) na czele.

## Zabytki i turystyka
- gotycki kościół Wniebowzięcia NMP z przełomu XIII/XIV w., murowany z kamienia polnego i cegły. W roku 1882 kościół gruntownie odnowiono i zrekonstruowano szczyty. Wewnątrz strop kasetonowy z roku 1936, wyposażenie wnętrza głównie barokowe i rokokowe
- drewniana dzwonnica z roku 1769, w roku 1964 odłączona od kościoła i przeniesiona na cmentarz przykościelny
- wiatrak koźlak z 1867 roku (restaurację zakończono w roku 2011)

## Ochotnicza Straż Pożarna
Ochotnicza Straż Pożarna w Bierzgłowie została założona w 1953 roku. Męska drużyna strażacka była siedem razy mistrzem powiatu toruńskiego oraz cztery razy mistrzem województwa kujawsko-pomorskiego. W 2003 na Krajowych Zawodach Pożarniczych w Toruniu Druhowie zajęli 12. miejsce, w 2007 roku w Płocku 11. miejsce, w 2011 roku w Koninie 14. miejsce, a w 2015 w Polanicy-Zdroju 9. miejsce.

## Turystyka
Przez wieś prowadzi  turystyczny szlak niebieski (o długości 20 km) Zamek Bierzgłowski – Bierzgłowo – Słomowo – Siemoń – Raciniewo – Unisław

## Galeria

### Architektura Bierzgłowa

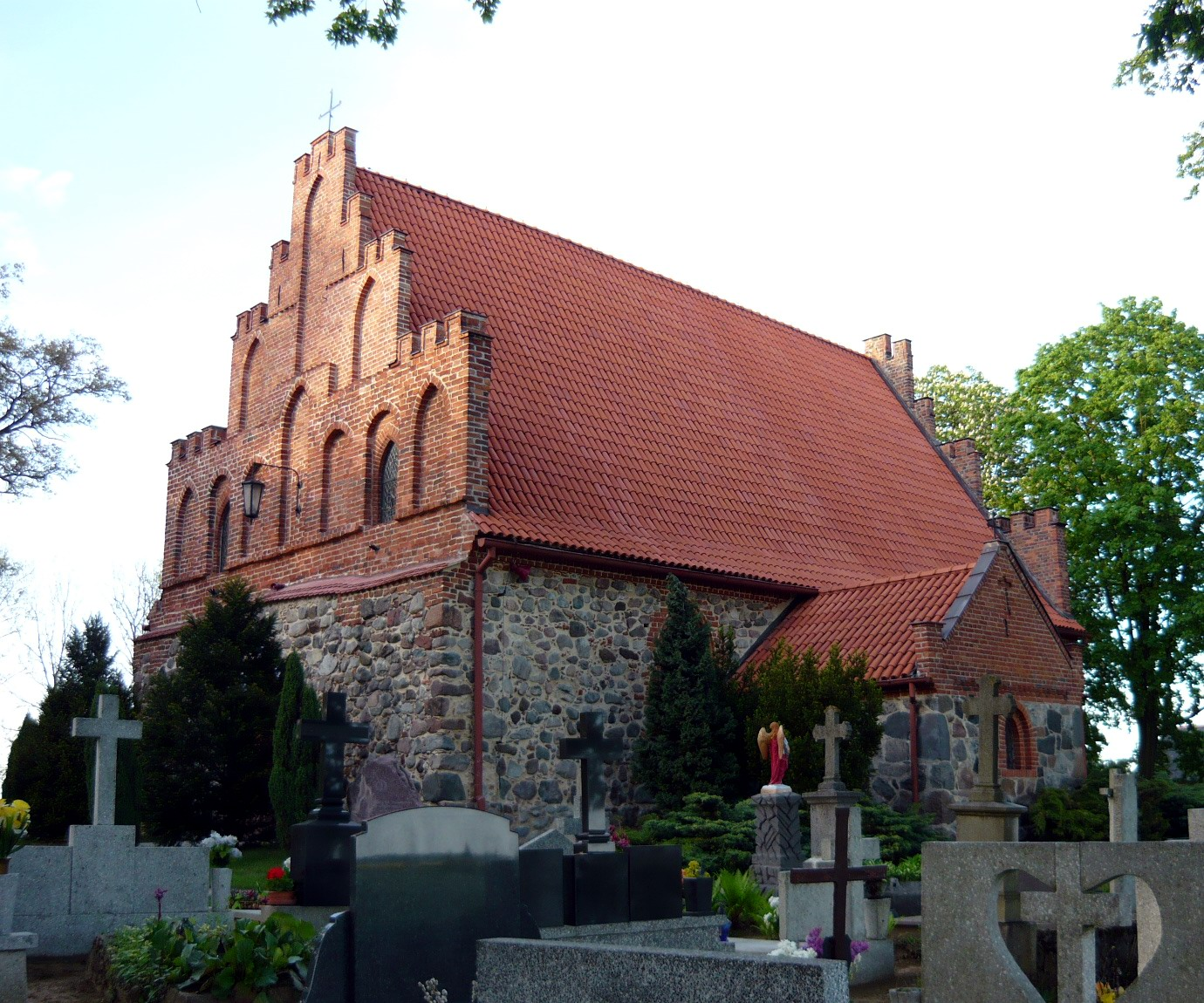
Kościół pw. Wniebowzięcia Najświętszej Marii Panny
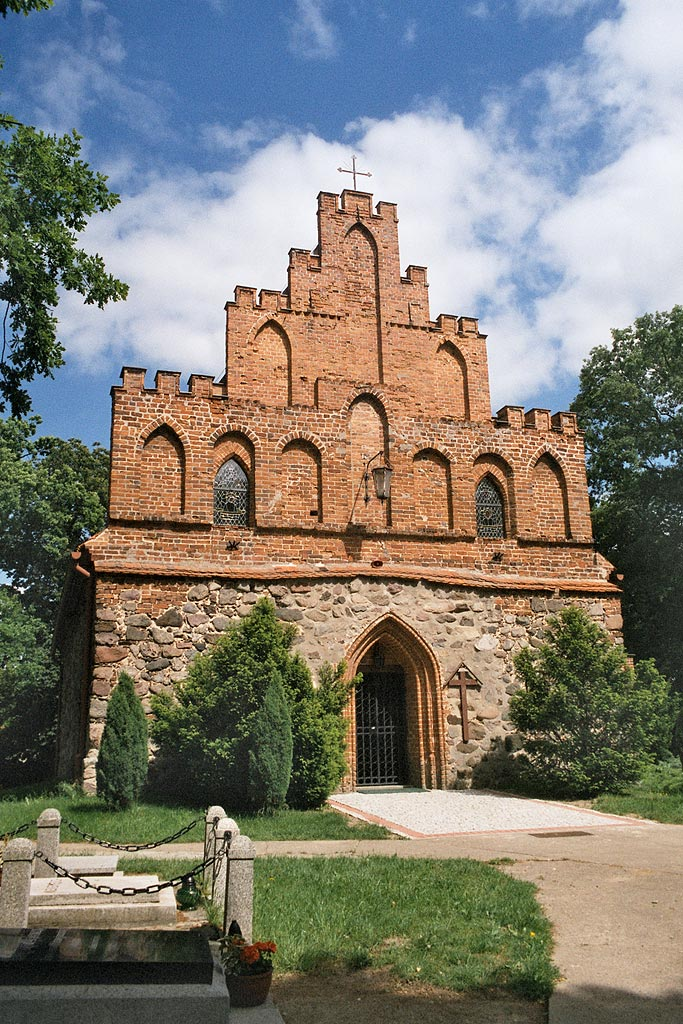
Widok kościoła od zachodu
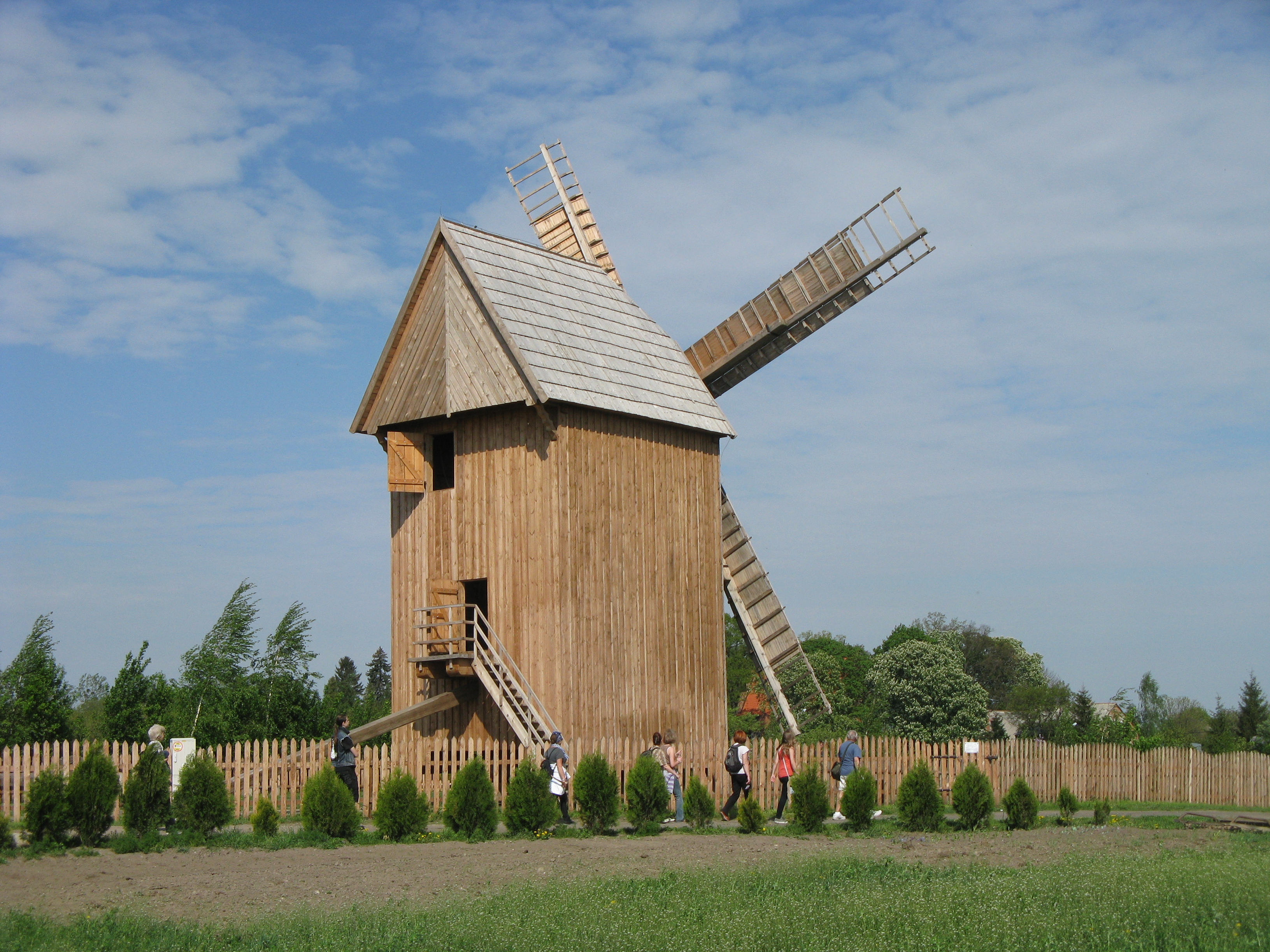
Wiatrak koźlak